# 名護市立屋我地小学校
名護市立屋我地小学校(なごしりつ やがじしょうがっこう)は、沖縄県名護市の屋我地島にある小学校。略称は屋我地小。屋我地島内での唯一の小学校であるが、区域がほぼ島内に限られているため、児童数は少ない。付近に幼稚園、中学校がある。

## 概要
屋我地島を校区とする小学校である。2016年度より小中一貫教育校である名護市立小中一貫教育校屋我地ひるぎ学園へ移行した。

## 沿革

### 経緯
名護市立屋我地小学校は、1887年設立された。第二次世界大戦降伏後の学制改革によって、屋我地小学校となる。

### 年表
- 1887年10月30日 - 設立
- 1912年4月 - 高等科を併設
- 1930年9月 - 大阪在住屋我地郷友会より校旗が寄贈される
- 1941年4月 - 国民学校令により屋我地国民学校に改称
- 1945年
  - 3月20日 - 戦火のため閉校
  - 7月16日 - 開校式
- 1948年4月 - 屋我地村立屋我地小学校に改称
- 1970年8月1日 - 名護市立屋我地小学校に改称
- 1973年9月21日 - 沖縄－健康優良校に選ばれる。
- 1974年11月 - 全国健康優良校表彰
- 1977年11月 - 文部大臣賞（保健体育）受賞
- 1983年2月17日 - 沖縄県指定理科教育地区モデル校発表
- 1989年11月30日 - 文部省・県指定道徳教育３年次研究発表会
- 1994年3月 - 那覇相撲大会団体の部（４～６年）で優勝
- 1997年10月26日 - 学校体育科研究発表会（県・市指定）
- 2016年4月 - 小中一貫校である名護市立小中一貫教育校屋我地ひるぎ学園へ移行

## 教育方針
- よく考えて学習する子
- 明るく心豊かな子
- 進んで体をきたえる子

## 学校行事
| - 4月 入学式 始業式 - 5月 - 6月 | - 7月 - 8月 - 9月 | - 10月 運動会 - 11月 - 12月 | - 1月 - 2月 - 3月 卒業式 終業式 |

## クラブ活動
- 獅子舞クラブ
- 三線クラブ
- ハンドメイドクラブ
- ダンスクラブ
- ボートゲームクラブ

## 通学区域
- 名護市
  - 字饒平名、字我部、字運天原、字済井出、字屋我[2]

## 進学先中学校
- 名護市立屋我地中学校

## 交通

### 路線バス
各路線の詳細は琉球バス交通、沖縄バスを参照。
屋我地支所前バス停
- 72番 (屋我地線)　琉球バス交通、沖縄バス

## 出身者
- 玉城知尚（大相撲、間垣部屋）
- 玉城知幸（大相撲、間垣部屋）